# 사토 진
사토 진(일본어: 佐藤 尽, 1974년 9월 27일 ~ )는 일본의 전 축구 선수이다.

## 구단 경력
1997년 J1리그의 요코하마 플뤼겔스에 입단하였다. 1999년 교토 퍼플 상가로 이적했다. 2002년 콘사돌레 삿포로로 이적했다. 2004년후 현역 은퇴.

## 지도자 경력
2021년 몬테디오 야마가타의 감독으로 취임하였다.